# Chōyō Maru (1856)
El Chōyō Maru (朝陽?) (朝陽?) ("amanecer") fue una de las primeras corbetas a vapor a hélice. Fue encargada en Holanda por el shogunato Tokugawa durante el período Bakumatsu y prestó servicio como buque escuela para, más tarde, integrarse en la naciente Armada Imperial Japonesa, de la que formó parte durante la guerra Boshin. Fue hundido en combate durante la batalla naval de la bahía de Hakodate.

## Antecedentes
Desde los inicios del siglo XVII el shogunato Tokugawa implantó una política de aislamiento de influencias extranjeras. Se prohibió a los extranjeros entrar en Japón y a los japoneses salir del país. La única excepción a estas leyes era el comercio con Holanda, China, Corea y el Reino de Ryūkyū, el cual se realizaba exclusivamente en Nagasaki bajo un estricto monopolio gubernamental. En junio de 1635 se promulgó una ley que prohibía la construcción de buques oceánicos. Sin embargo, a principios del siglo XIX, esta política aislacionista empezó a ser puesta a prueba. En 1844 el rey Guillermo II de los Países Bajos envió una carta recomendando a Japón que terminara con la política de aislamiento antes de que fuera forzado a hacerlo por presiones externas.
Tras la expedición de julio de 1853 del comodoro Perry, el gobierno japonés debatió intensamente acerca de cómo tratar la potencial amenaza contra la soberanía económica y política de Japón. El único consenso al que se llegó fue que se debían dar los pasos necesarios para reforzar inmediatamente las defensas costeras de la nación. La ley que prohibía la construcción de grandes buques fue derogada y muchos de los dominios feudales comenzaron a construir o comprar navíos de guerra. No obstante, los barcos construidos en Japón se basaban en ingeniería inversa y tenían como modelos diseños con décadas de antigüedad. Como consecuencia de ello, quedaban obsoletos antes de terminar su construcción. La necesidad de buques de vapor para poder enfrentarse a los barcos negros extranjeros era un asunto urgente que el shogunato Tokugawa intentó solventar comprando a los holandeses dos nuevos buques de guerra por 100 000 dólares mexicanos cada uno.
El primero de ellos fue el Jappan, rebautizado como Kanrin maru (咸臨丸?), y el segundo barco fue el Yedo, rebautizado como Chōyō Maru.

## Diseño y desarrollo
El Chōyō Maru fue una corbeta con casco de madera de tres mástiles con aparejo de tipo goleta y un motor auxiliar de pistón a vapor a carbón de un cilindro que proporcionaba una potencia de 100 CV (75 kW) que impulsaba dos hélices. Tenía una longitud de 49 m y un desplazamiento de 600 t. Su armamento consistía en 12 cañones de avancarga. Su diseño se basó en el del HNS Bali, y fue construido en los astilleros C. Gips en Zoonen en Dordrecht.

## Historial de servicio

### Con la marina Tokugawa
El Yedo llegó en mayo de 1858 a Nagasaki. Pronto fue rebautizado como Chōyō Maru. Fue destinado como buque escuela del Centro de Entrenamiento de la Armada de Nagasaki, del que era director Nagai Naoyuki. Naoyuki tenía como asesor al teniente Willem Huyssen van Kattendijke, quien dirigía un equipo de marinos holandeses que proporcionaban instrucción. En el Centro de Entrenamiento estaban también el Kankō Maru y el Kanrin Maru. A estos buques se les unió un mes más tarde el Nagasaki (rebautizado como Denryu Maru), un buque gemelo del Chōyō Maru, que había sido comprado por el dominio de Saga.
Cuando el Centro de Entrenamiento de la Armada de Nagasaki fue clausurado en 1859, el Chōyō Maru fue transferido al nuevo Centro de Entrenamiento de la Armada de Tsukiji en Edo. Katsu Kaishū formaba parte de su tripulación. En 1861 el Chōyō Maru fue puesto al mando del capitán Yatabori Ko y participó en 1862 en una expedición de colonización de las islas Ogasawara para reforzar las reivindicaciones territoriales japonesas sobre dicho archipiélago. En 1863 participó en la primera expedición a Chōshū en la cual, para vergüenza del shogunato, fue capturado durante un breve tiempo por las tropas de Chōshū. En 1864 intervino en la represión de las fuerzas que apoyaban al movimiento sonnō jōi durante la rebelión de Mito.

### Con la Armada Imperial

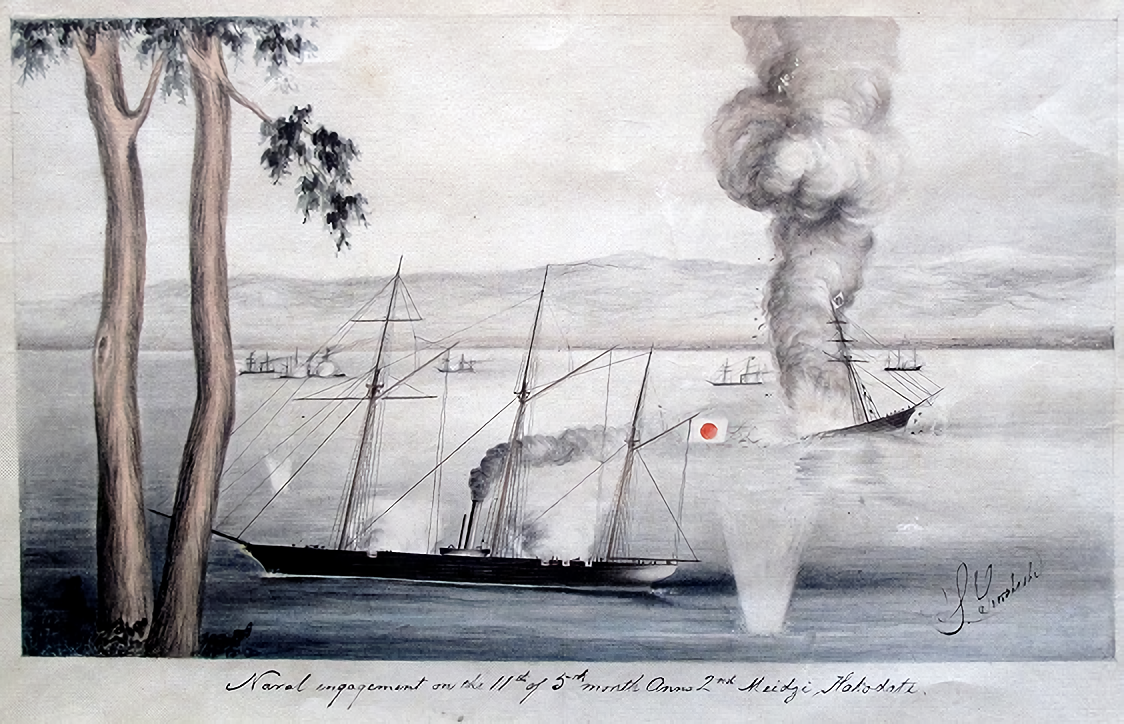
Hundimiento del Chōyō Maru por Banryū

Tras la Restauración Meiji, el Chōyō Maru entró al servicio del gobierno Meiji (1868) y se convirtió en uno de los primeros buques de la naciente Armada Imperial Japonesa. Fue puesto al mando de Nakamuta Kuranosuke, de la provincia de Hizen, que había sido alumno en el Centro de Entrenamiento de la Armada de Nagasaki. Durante la guerra Boshin el buque fue enviado al norte para combatir a los restos de la marina Tokugawa, que se habían refugiado en Yedo (la actual Hokkaidō). Durante la batalla de Hakodate bombardeó el fuerte Goryōkaku, consiguiendo un impacto en una de sus torres.
El 26 de abril de 1869, durante la batalla naval de la bahía de Hakodate, se enfrentó al Kaiten Maru, disparándole más de 40 proyectiles. El 11 de mayo se enfrentó al Banryū Maru, el cual consiguió un impacto en la santabárbara del Chōyō Maru que causó una enorme explosión. Unos ochenta miembros de la tripulación se fueron al fondo con el buque, más tarde se recuperaron los cuerpos de otros seis. El capitán Nakamuta sobrevivió al hundimiento.
Poco después de este enfrentamiento, conocido como "batalla de Kishi", se erigió una estela en el monte Hakodate como homenaje a los caídos del Chōyō Maru.